# Asociația de Fotbal din Cuba
Asociația de Fotbal din Cuba este forul ce guvernează fotbalul în Cuba. Se ocupă de organizarea echipei naționale și a altor competiții sportive, precum Campeonato Nacional de Fútbol de Cuba.